# Leandro Castán
Leandro Castán da Silva (Jaú, San Pablo, Brasil, 5 de noviembre de 1986), o simplemente Leandro Castán, es un exfutbolista brasileño que jugaba como defensor. Fue internacional con la selección de fútbol de Brasil.
Es el hermano mayor del futbolista Luciano Castán.

## Trayectoria
Leandro Castán fue campeón con Atlético Mineiro en la Serie B. A mediados de 2007 firmó para el Helsingborgs IF sueco. Hizo su debut en la Allsvenskan el 24 de septiembre, en un partido contra el Örebro SK que perdió 4-3 el Helsingborg. Marcó su primer gol contra el PSV Eindhoven en el partido de vuelta en la ronda de Copa de la UEFA, el 21 de febrero de 2008.
Corinthians
Leandro Castán llegó al Corinthians en 2010 y se convirtió en titular en 2011 para asumir el cargo de capitán, sustituyendo a William, que se retiró. Brilló en la campaña del título de Campeonato Brasileño de Serie A, se creó como dueño absoluto en el año 2012 y fue instrumental en el desempeño óptimo de la defensa en la Copa Libertadores 2012.
El 4 de julio de 2012, en la Copa Libertadores, Castán y el Corinthians se consagraron campeón sudamericano por primera vez en su historia. Eliminó al campeón defensor Santos en semifinales, tras ganarle de visitante 1-0 y empatando de local 1-1. Así, con el global 2 - 1, logró clasificar a la final, en la cual enfrentó a Boca Juniors de Argentina con el cual empató 1-1 en el partido de ida con gol de Romarinho y venció por 2-0 en el partido de vuelta jugado en el estadio Pacaembú con dos goles de Emerson. Finalizó invicto tras disputar catorce partidos y recibir solamente cuatro goles gracias a la brillante defensa de Leandro Castán, Cássio y Chicão.
Roma
El 2 de julio de 2012 se anunció que sería traspasado a la A. S. Roma por 5,5 millones de € (unos 13,7  US $ millones), dejando el Corinthians después de la Copa Libertadores 2012.
En la temporada 2012-13 dio el salto al fútbol europeo, jugando en la Liga de Italia. En el curso siguiente (2013-14), formó una de las mejores defensas del Calcio junto a Mehdi Benatia, permitiendo a su equipo dar un importante salto de calidad y terminar como subcampeón. Desgraciadamente, a finales de año, tuvo que apartarse del equipo para someterse a una operación debido a un cavernoma. Tras ocho meses de baja, pudo volver a los terrenos de juego en la temporada siguiente.

## Clubes
| Club                     | País   | Año       |
| ------------------------ | ------ | --------- |
| Atlético Mineiro         | Brasil | 2005-2007 |
| Helsingborgs IF          | Suecia | 2007-2008 |
| Grêmio Barueri           | Brasil | 2008-2010 |
| S. C. Corinthians        | Brasil | 2010-2012 |
| A. S. Roma               | Italia | 2012-2018 |
| U. C. Sampdoria (cesión) | Italia | 2016      |
| Torino F. C. (cesión)    | Italia | 2016-2017 |
| Cagliari Calcio (cesión) | Italia | 2018      |
| C. R. Vasco da Gama      | Brasil | 2018-2021 |
| Guarani F. C.            | Brasil | 2022      |

## Palmarés

### Campeonatos regionales
| Título             | Club                | País   | Año  |
| ------------------ | ------------------- | ------ | ---- |
| Campeonato Mineiro | Atlético Mineiro    | Brasil | 2007 |
| Taça Guanabara     | C. R. Vasco da Gama | Brasil | 2019 |

### Campeonatos nacionales
| Título  | Club              | País   | Año  |
| ------- | ----------------- | ------ | ---- |
| Serie B | Atlético Mineiro  | Brasil | 2006 |
| Serie A | S. C. Corinthians | Brasil | 2011 |

### Campeonatos internacionales
| Título            | Club              | País   | Año  |
| ----------------- | ----------------- | ------ | ---- |
| Copa Libertadores | S. C. Corinthians | Brasil | 2012 |